# G d's Pee AT STATE'S END!
G_d's Pee AT STATE'S END! è il settimo album in studio del gruppo musicale canadese Godspeed You! Black Emperor, pubblicato il 2 aprile 2021.
L'album è composto da otto tracce e la sua durata è di circa 52 minuti.

## Tracce
1. Military Alphabet (five eyes all blind) (4521.0kHz 6730.0kHz 4109.09kHz)
2. Job's Lament
3. First of the Last Glaciers
4. where we break how we shine (ROCKETS FOR MARY)
5. Fire at Static Valley
6. "GOVERNMENT CAME" (9980.0kHz 3617.1kHz 4521.0 kHz)
7. Cliffs Gaze / cliffs' gaze at empty waters' rise / ASHES TO SEA or NEARER TO THEE
8. OUR SIDE HAS TO WIN (for D.H.)